# Xyletobius grimshawi
Xyletobius grimshawi là một loài bọ cánh cứng thuộc họ Ptinidae.